# Felsenberg (Natur- und Vogelschutzgebiet)
Felsenberg ist ein Naturschutzgebiet mit der Schutzgebietsnummer 2051 und ein EU-Vogelschutzgebiet (SPA-Gebiet) mit der Schutzgebietsnummer 6618-402 im Rhein-Neckar-Kreis in Baden-Württemberg. Die beiden Schutzgebiete sind deckungsgleich.

## Lage und Beschreibung
Das Natur- und Vogelschutzgebiet umfasst die südexponierte, über 300 Meter breite Felswand eines alter Sandsteinbruchs, die die Kulturlandschaft des Neckartals mitbestimmt. Es liegt beim Ortsteil Kleingemünd der Gemeinde Neckargemünd.
Das Naturschutzgebiet entstand durch Verordnung des Regierungspräsidiums Karlsruhe vom 9. März 1981. Das SPA-Gebiet wurde 2001 eingerichtet und mit Verordnung vom 5. Februar 2010 durch das Ministerium für Ernährung und Ländlichen Raum festgelegt. Die Gebiete gehören zum Naturraum 144-Sandstein-Odenwald innerhalb der naturräumlichen Haupteinheit 14-Odenwald, Spessart und Südrhön.

## Schutzzweck
Wesentlicher Schutzzweck nach der Schutzgebietsverordnung ist die Erhaltung und nachhaltige Sicherung des Gebietes als Lebensraum von Pflanzen- und Tiergemeinschaften, insbesondere als Brut- und Rastplatz für bedrohte Vogelarten sowie als Lebensraum für seltene Spinnentiere und Amphibien.